# Виразка Маржоліна
Виразка Маржоліна (Маржолінова виразка) відноситься до агресивної виразкової плоскоклітинної карциноми, яка проявляється в ділянці раніше травмованої, хронічно запаленої або рубцьованої шкіри.:737 Вони зазвичай присутні в контексті хронічних ран, включно з опіками, варикозним  розширенням вен, трофічними виразками, виразками від остеомієліту та рубцями після променевої терапії.
Термін був названий на честь французького хірурга Жана-Ніколя Маржоліна, який вперше описав стан у 1828 році. Пізніше цей термін був введений Дж. К. Де Коста.

## Клінічні прояви
Повільний ріст, безболісність (оскільки виразка зазвичай не пов'язана з нервовою тканиною) і відсутність лімфорозповсюдження через локальну деструкцію лімфатичних шляхів.

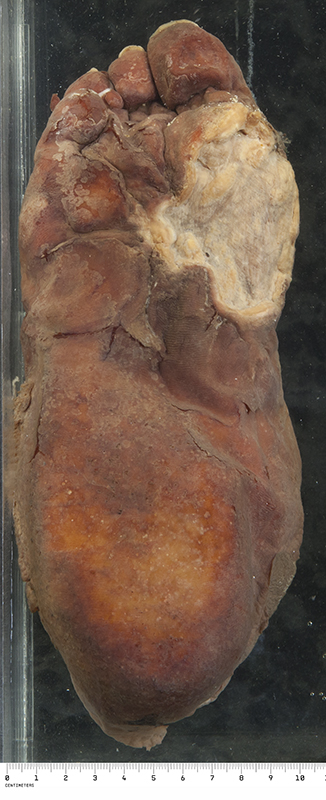
Музейний екземпляр виразки Маржоліна на підошві стопи

## Гістологія
Гістологічно пухлина є добре диференційованим плоскоклітинним раком. Ця карцинома є агресивною за своєю природою, поширюється локально та пов'язана з поганим прогнозом. Рівень метастазування раку становить 18-38 %.
У 40 % випадків відбувається на нижній кінцівці, і злоякісна зміна зазвичай безболісна. Ця злоякісна зміна рани відбувається через тривалий час після початкової травми, зазвичай через 10–25 років. Її край вивернутий і не завжди піднятий. Більш пізній аналіз транскрипції показує, що хронічно утруднений обмін позаклітинного матриксу та переходи епітелію в мезенхіму в занедбаній рубцевій тканині можуть спричинити цю злоякісність.

## Діагностика
Найкращим методом діагностики є клиноподібна біопсія. Отримані зразки тканин слід брати як з центру, так і з краю ураження, оскільки центральні виразкові відкладення можуть бути некротичними.

## Лікування
Лікування, як правило, хірургічне, з широким висіченням ураження, не менше 1 см навколо.